# Ennio Salvador
Pour les articles homonymes, voir Salvador (homonymie).
Ennio Salvador, né le 19 juillet 1960 à Cordignano (Vénétie), est un coureur cycliste italien. Il est professionnel de 1982 à 1989,.

## Palmarès

### Palmarès amateur
- 1979
  - Astico-Brenta
- 1980
  - 2e de Vicence-Bionde
- 1981
  - Grand Prix Santa Rita
  - Trofeo Salvatore Morucci
  - 7e étape du Tour de Basse-Saxe
  - 7e étape du Baby Giro
  - Trophée de la ville de Lucques
  - 2e du Gran Premio Palio del Recioto
  - 3e de Bassano-Monte Grappa

### Palmarès professionnel
- 1982
  - 3e du Tour du Frioul
  - 3e du Trophée Matteotti
- 1983
  - GP Montelupo
- 1984
  - GP Montelupo
  - 3e du Tour du Frioul
- 1985
  - 3e du Tour de la province de Reggio de Calabre
- 1987
  - 5e du Tour de Lombardie
- 1988
  - Trophée Matteotti

## Résultats sur les grands tours

### Tour de France
1 participation
- 1986 : 132e et lanterne rouge

### Tour d'Italie
8 participations
- 1982 : 73e
- 1983 : 82e
- 1984 : 48e
- 1985 : 17e
- 1986 : 33e
- 1987 : 83e
- 1988 : 73e
- 1989 : 32e

### Tour d'Espagne
1 participation
- 1984 : non-partant (15e étape)